# Inskrypcja Myazedi
Inskrypcja Myazedi (birm. မြဇေတီ ကျောက်စာ /mja̰ zèdì tɕaʊʔ sà/) – dwa niemal identyczne kamienne bloki (nazywane „A” i „B”), pokryte z czterech stron pismem.
Zostały odnalezione w latach 1886–1887 (lub, według innego źródła, w 1911) w pobliżu pagody Myazedi we wsi Myinkaba na terenie dawnego Paganu (brakujący fragment jednego z bloków odnaleziono w roku 1904). Obecnie jeden z kamieni znajduje się w pobliżu pagody, a drugi w Muzeum Archeologicznym Paganu. W roku 2015 inskrypcję wpisano na listę UNESCO Pamięć Świata.
Dokument umieszczony na kamiennych blokach zredagowany został w czterech językach: pyu, mranma (zwanym też starobirmańskim), starym mon oraz pali. Jest to tekst umowy zawartej między osobą świecką a sanghą dotyczącej ufundowania i utrzymania świątyni. Przyjmuje się, że inskrypcje powstały w latach 1112–1113, choć daty te są nadal przedmiotem dyskusji.
Dostępność trzech podobnych tekstów w znanych językach umożliwiła odczytanie tekstu czwartego – zapisanego w wymarłym języku pyu, którym posługiwał się lud Pyu zamieszkujący tereny środkowej Birmy przed Birmańczykami. Jako pierwszy znaczenie około 50–100 słów ustalił Charles Otto Blagden. Co więcej, teksty wymieniają imiona szeregu osób należących do elity ówczesnego Baganu, w tym królów (m.in. Kyanzitthy), co pomogło w ustaleniu chronologii władców wczesnego Paganu.

## Galeria

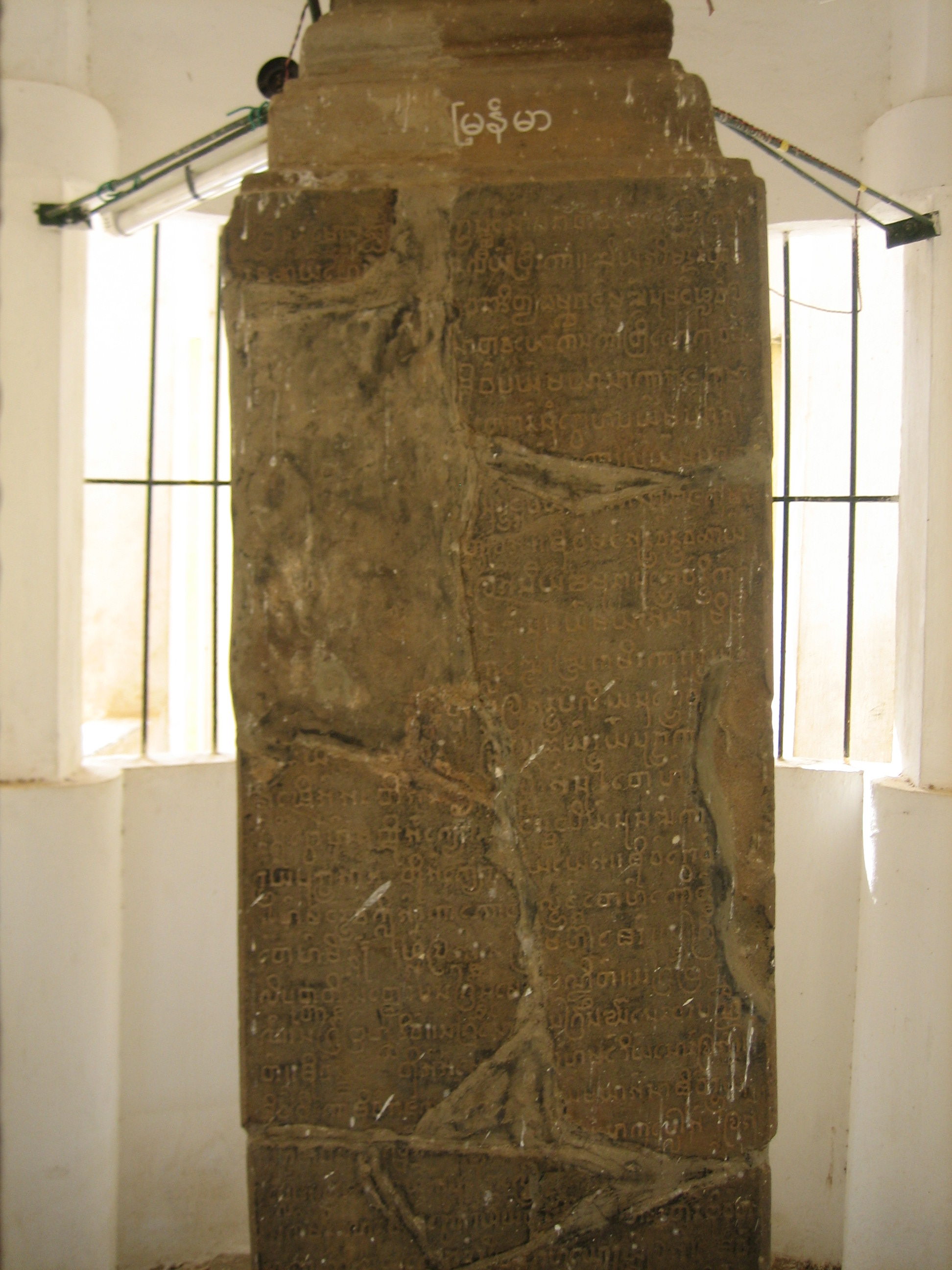
Birmański
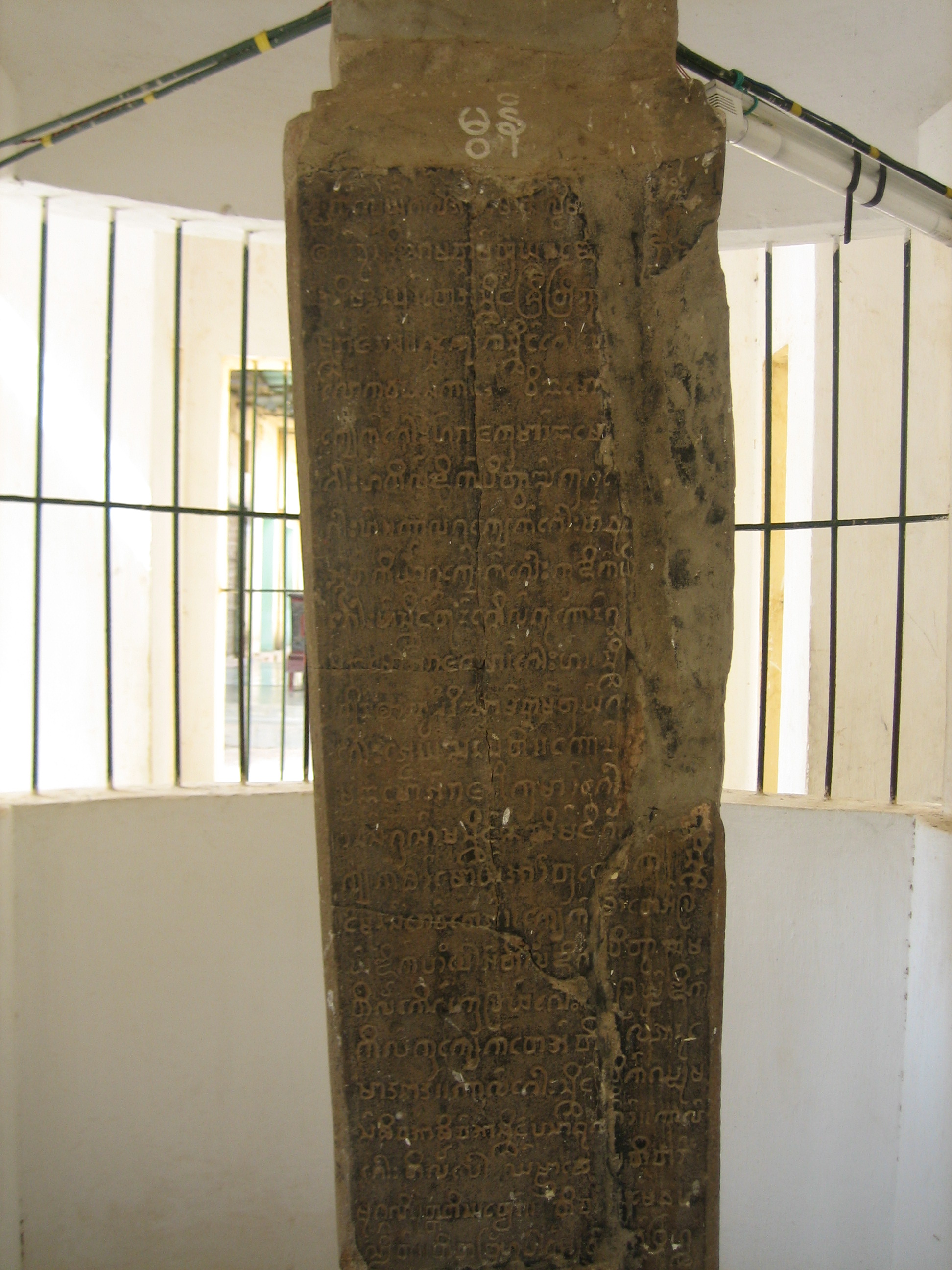
Mon
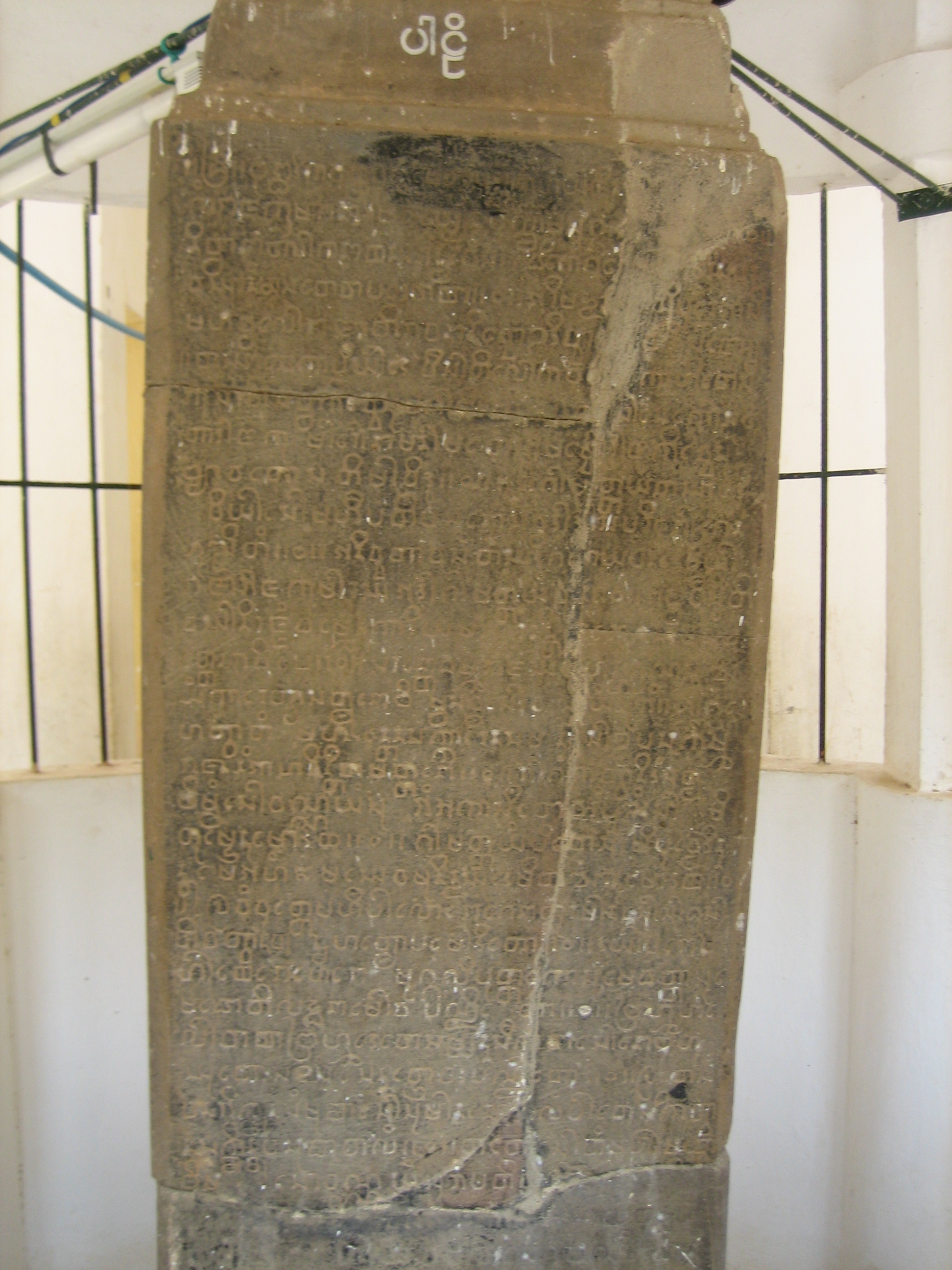
Pali
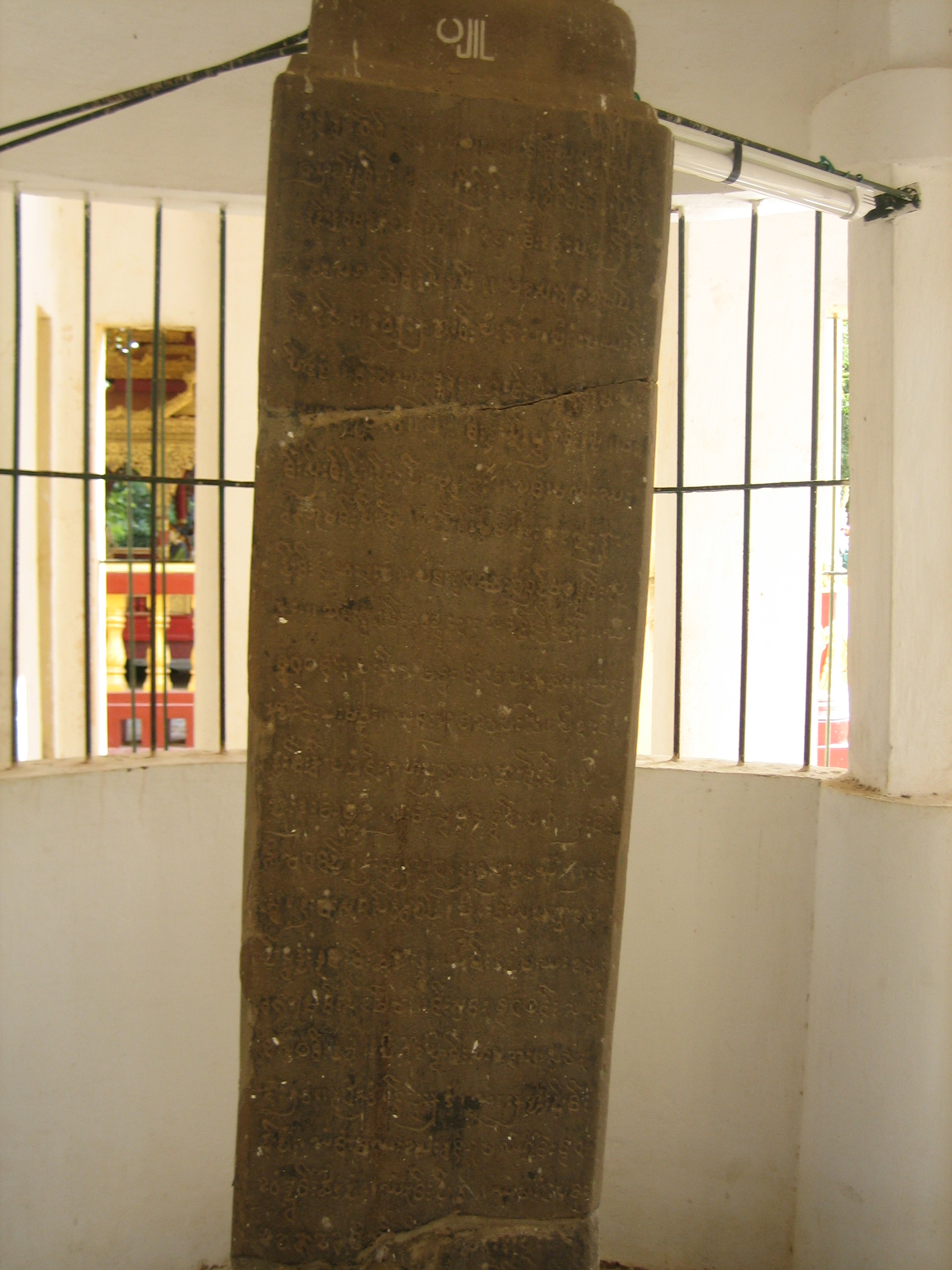
Pyu